# Copa Fares Lopes 2022
La Copa Fares 2022 fue la 13.ª edición de la Copa Fares Lopes. El torneo comenzó el 28 de septiembre y finalizó el 12 de noviembre. La competición contó con la participación de 5 equipos.
El equipo campeón originalmente garantizaría un cupo en la Primera Fase de la Copa de Brasil 2023, sin embargo, el torneo no cumplió con el requisito de la Confederación Brasileña de Fútbol de tener al menos cuatro participantes disputando la primera división del campeonato estatal. Así, se redistribuyó el cupo en el torneo nacional basándose en la clasificación final del Campeonato Cearense 2022.

## Participantes
- Pacajus
- Maracanã
- Icasa
- Guarany de Sobral
- Floresta

## Sistema de disputa
Los cinco equipos se enfrentaron entre sí bajo el sistema de todos contra todos en dos ruedas, completando un total de 8 partidos para cada equipo. Una vez finalizada dicha instancia, el equipo mejor colocado fue el campeón.

## Clasificación
| Pos. | Equipo            | Pts. | PJ | G | E | P | GF | GC | Dif. | Clasificación                                   |
| ---- | ----------------- | ---- | -- | - | - | - | -- | -- | ---- | ----------------------------------------------- |
| 1    | Pacajus           | 17   | 8  | 5 | 2 | 1 | 14 | 7  | +7   | Campeón y clasificado a la Copa de Brasil 2023. |
| 2    | Maracanã          | 15   | 8  | 4 | 3 | 1 | 13 | 8  | +5   |                                                 |
| 3    | Icasa             | 13   | 8  | 4 | 1 | 3 | 11 | 10 | +1   |                                                 |
| 4    | Guarany de Sobral | 6    | 8  | 1 | 3 | 4 | 4  | 8  | −4   |                                                 |
| 5    | Floresta          | 3    | 8  | 0 | 3 | 5 | 4  | 13 | −9   |                                                 |

Actualizado a los partidos jugados el 12 de noviembre de 2022.
 Fuente: FCF

## Fixture
- La hora de cada encuentro corresponde al huso horario correspondiente al Estado de Ceará (UTC-3).

| Maracanã | 2 - 1 | Icasa             | Moraisão | 28 de septiembre | 15:00 |
| Floresta | 0 - 0 | Guarany de Sobral | PV       | 28 de septiembre | 16:00 |

| Guarany de Sobral | 1 - 2 | Maracanã | Junco        | 1 de octubre | 15:00 |
| Pacajús           | 2 - 1 | Floresta | João Ronaldo | 1 de octubre | 16:00 |

| Maracanã | 1 - 1 | Pacajús           | Moraisão       | 8 de octubre | 15:00 |
| Icasa    | 2 - 0 | Guarany de Sobral | Arena Romeirão | 9 de octubre | 16:00 |

| Floresta | 1 - 1 | Maracanã | PV           | 12 de octubre | 16:00 |
| Pacajús  | 3 - 0 | Icasa    | João Ronaldo | 12 de octubre | 16:00 |

| Guarany de Sobral | 1 - 1 | Pacajus  | Junco          | 16 de octubre | 15:00 |
| Icasa             | 1 - 0 | Floresta | Arena Romeirão | 16 de octubre | 17:00 |

| Guarany de Sobral | 2 - 0 | Floresta | Junco          | 23 de octubre | 15:00 |
| Icasa             | 3 - 2 | Maracanã | Arena Romeirão | 23 de octubre | 17:00 |

| Maracanã | 0 - 0 | Guarany de Sobral | Moraisão | 26 de octubre | 15:00 |
| Floresta | 1 - 3 | Pacajús           | PV       | 26 de octubre | 16:00 |

| Guarany de Sobral | 0 - 2 | Icasa    | Junco        | 29 de octubre | 15:00 |
| Pacajús           | 1 - 2 | Maracanã | João Ronaldo | 31 de octubre | 19:00 |

| Maracanã | 3 - 0 | Floresta | Moraisão       | 5 de noviembre | 15:00 |
| Icasa    | 1 - 2 | Pacajús  | Arena Romeirão | 6 de noviembre | 16:00 |

| Floresta | 1 - 1 | Icasa             | Moraisão     | 12 de noviembre | 15:30 |
| Pacajús  | 1 - 0 | Guarany de Sobral | João Ronaldo | 12 de noviembre | 15:30 |

## Campeón
| Copa Fares Lopes 2022         |
| ----------------------------- |
| Pacajus Campeón (1.er título) |

## Goleadores
Actualizado el 12 de noviembre de 2022.
| Pos. | Jugador         | Equipo   | Goles |
| ---- | --------------- | -------- | ----- |
| 1    | Jeam            | Pacajús  | 4     |
| 2    | Willian Anicete | Icasa    | 3     |
| 3    | Guilherme       | Maracanã | 2     |
|      | Lincoln         | Maracanã | 2     |
|      | Janeudo         | Maracanã | 2     |
|      | Diogo           | Icasa    | 2     |
|      | André Penalva   | Icasa    | 2     |
|      | Vinicius        | Pacajús  | 2     |